# Hamburg St. Pauli Turnverein
Der Hamburg – St. Pauli Turnverein r. V. (kurz: St. Pauli TV) ist ein Sportverein aus Hamburg mit Sitz im Stadtteil Neustadt. Neben Turnen, Gymnastik, Basketball, Volleyball, Walking und Klettern werden auch aktuelle Trends wie Pilates, Yoga, Nia oder Qigong angeboten. Ein besonderer Schwerpunkt liegt auf abwechselungsreichen Angeboten für Kinder. Die Versorgung umfasst die Hamburger Stadtteile Neustadt, Hafencity, St. Pauli, Schanzenviertel und angrenzender Gebiete.

## Geschichte
Die Wurzeln des St. Pauli TV reichen zurück bis ins Jahr 1852, in welchem der MTV – Männerturnverein in Hamburg – gegründet wurde. Dieser schloss sich am 1. Mai 1862 mit dem Turnverein in St. Pauli und vor dem Dammthore (gegründet 1860) zu ebendiesem St. Pauli Turnverein zusammen.

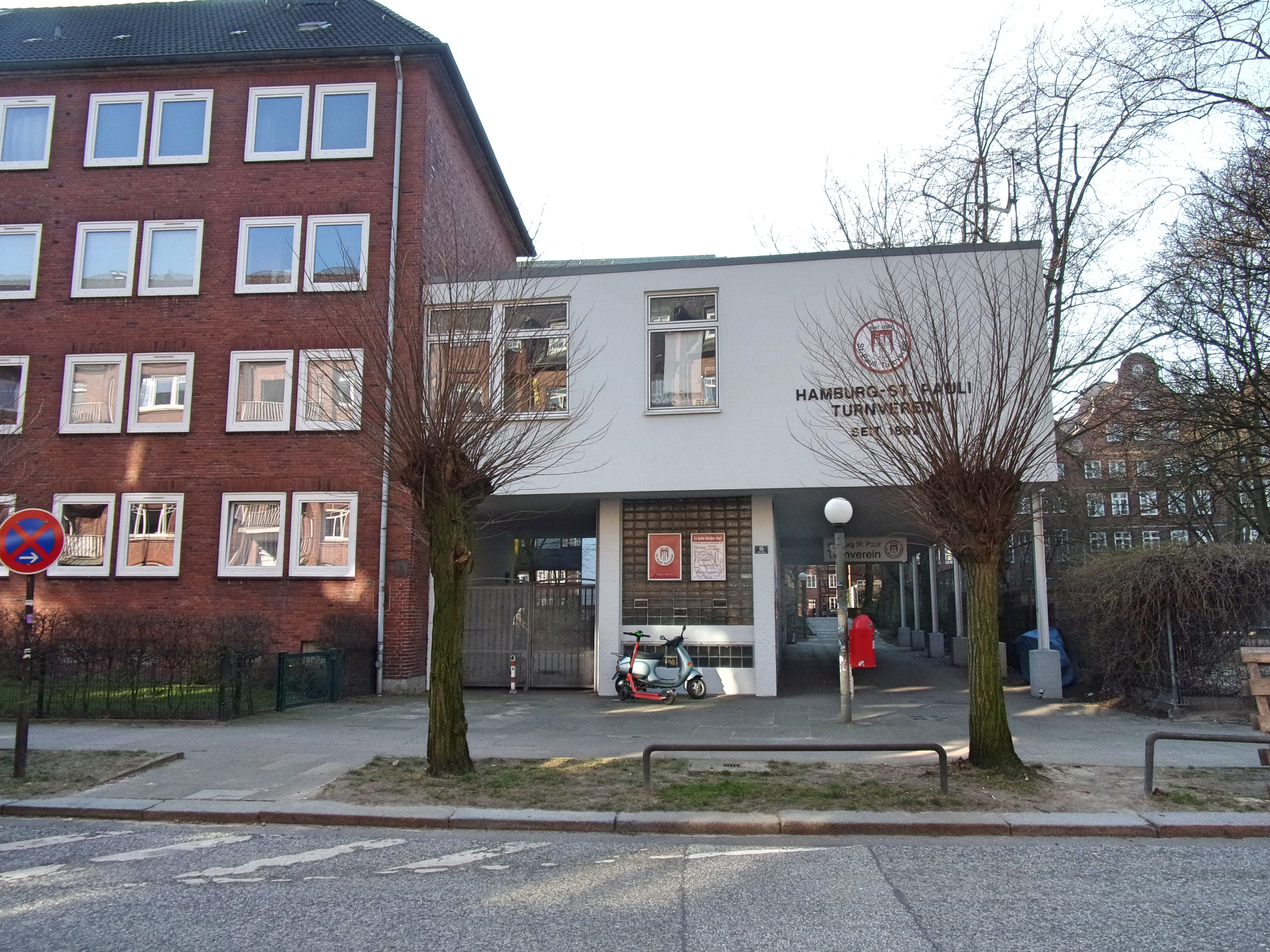
Hamburg-St. Pauli Turnverein von 1862

In den ersten Jahrzehnten des Vereins stellte das Turnen den absoluten Schwerpunkt der Aktivitäten dar, aber bereits gegen Ende des 19. Jahrhunderts wurden auf dem Heiligengeistfeld bereits regelmäßig Punktspiele des damals noch recht jungen und noch nicht weit verbreiteten Fußballspieles ausgetragen. Um 1900 herum wurde dem St. Pauli TV ein großes Gelände an der Ecke Glacischaussee und der Eimsbütteler Str. (heute Budapester Str.) überlassen, auf dem unter überwältigender Spendenbeteiligung der Mitglieder die mit 1100 m² damals größte Sporthalle Norddeutschlands entstand. 1906 erging auch an die Mitglieder des St. Pauli TV der Aufruf zur Gründung einer Spielabteilung, in der insbesondere auch Fußball gespielt werden sollte. Erst 1907 allerdings fanden sich genügend Teilnehmer, um auch eine Mannschaft bilden zu können.
Im Jahre 1910 wurde die Spielabteilung des St. Pauli TV in den Norddeutschen Fußball-Verband aufgenommen. Das Jahr 1910 wurde später zum Gründungsdatum des bekannten „Abkömmlings“ des St. Pauli TV, nämlich des FC St. Pauli von 1910 e. V. Ein eigenständiger Verein wurde der FC allerdings erst 1924, als in den meisten Turnvereinen eine klare Trennung zwischen dem Turnen und den Ballspielen vollzogen wurde.
In der ersten Hälfte des 20. Jahrhunderts lag der Schwerpunkt des Vereins weiterhin beim Turnen. 1943 wurde die vereinseigene Halle durch einen Bombenangriff erheblich beschädigt und nach dem Zweiten Weltkrieg – wieder unter erheblicher Spendenbeteiligung und mit enormen Einsatz der Mitglieder wieder aufgebaut. 1962 hielt die Stadt Hamburg wegen der Internationalen Gartenbauausstellung 1963 eine Umgestaltung des Heiligengeistfeldes für erforderlich, in deren Folge auch ein Abriss der Turnhalle erfolgte. Der St. Pauli TV musste seine angestammte Heimat – eben St. Pauli - verlassen und erhielt ein neues, wesentlich kleineres Domizil in der Neustadt, nur wenige hundert Meter von der alten Sportstätte entfernt.
Im Laufe des vergangenen Jahrhundert verebbte die Turnbewegung immer mehr; aus einem der größten Vereine Norddeutschlands wurde im Laufe der Zeit ein eher überschaubarer. Das ausgehende 20. Jahrhundert stellte den Turnsport vor neue Aufgaben. Zwar wurden die reinen Turner immer weniger, es formierte sich aber die Fitnessbewegung. Heute sieht der St. Pauli TV seine Aufgabe – losgelöst vom reinen Wettkampf und Leistungssport – in der Grundversorgung der angrenzenden Stadtteile.